# Gleno
Gleno är Östtimors näst största stad med drygt 8 100 invånare år 2010. Staden ligger 882 meter över havet, cirka 30 kilometer sydväst från huvudstaden Dili i distriktet Ermera. År 2002 fanns endast en generator lokalt för elproduktion.